# Fordumning
 Der er for få eller ingen kildehenvisninger i denne artikel, hvilket er et problem. Du kan hjælpe ved at angive troværdige kilder til de påstande, som fremføres i artiklen.

Fordumning indebærer bevidst reduktion af det intellektuelle niveau inden for eksempelvis videnskab, uddannelse, litteratur, film, nyheder, kultur og politik. Udtrykket "fordumning" (eng: dumbing down) har sin oprindelse i 1930'ernes branchejargon hos filmindustriens manuskriptforfattere, hvor betydningen var "at revidere for at tilpasse sig til folk med lavere dannelse eller intelligens". Den praktiske fremgangsmåde varierer alt efter sammenhængen, men involverer ofte overdreven forenkling, som fører til trivialisering af eksempelvis kulturelle og akademiske standarder.

## Eksterne links
- "Våra studenter kan inte svenska Arkiveret 4. juli 2015 hos  Wayback Machine" UNT debatartikel af Hanna Enefalk og otte andre historikere ved Uppsala og Linköpings universiteter
- "Is the Internet dumbing us down? Arkiveret 24. oktober 2012 hos  Wayback Machine" MSNBC review of The Cult of the Amateur: How Today's Internet is Killing Our Culture, af Andrew Keen (på engelsk)

| filosofi | Spire Denne filosofiartikel er en spire som bør udbygges. Du er velkommen til at hjælpe Wikipedia ved at udvide den. |